# Sébeville
Sébeville est une commune française, située dans le département de la Manche en région Normandie, peuplée de 34 habitants.

## Géographie

### Hydrographie
La commune est située dans le bassin Seine-Normandie. Elle est drainée par la Grande Crique et le By,,.
La Grande Crique, d'une longueur de 14 km, prend sa source dans la commune  et se jette  dans la baie de Seine à Sainte-Marie-du-Mont, après avoir traversé cinq communes. 

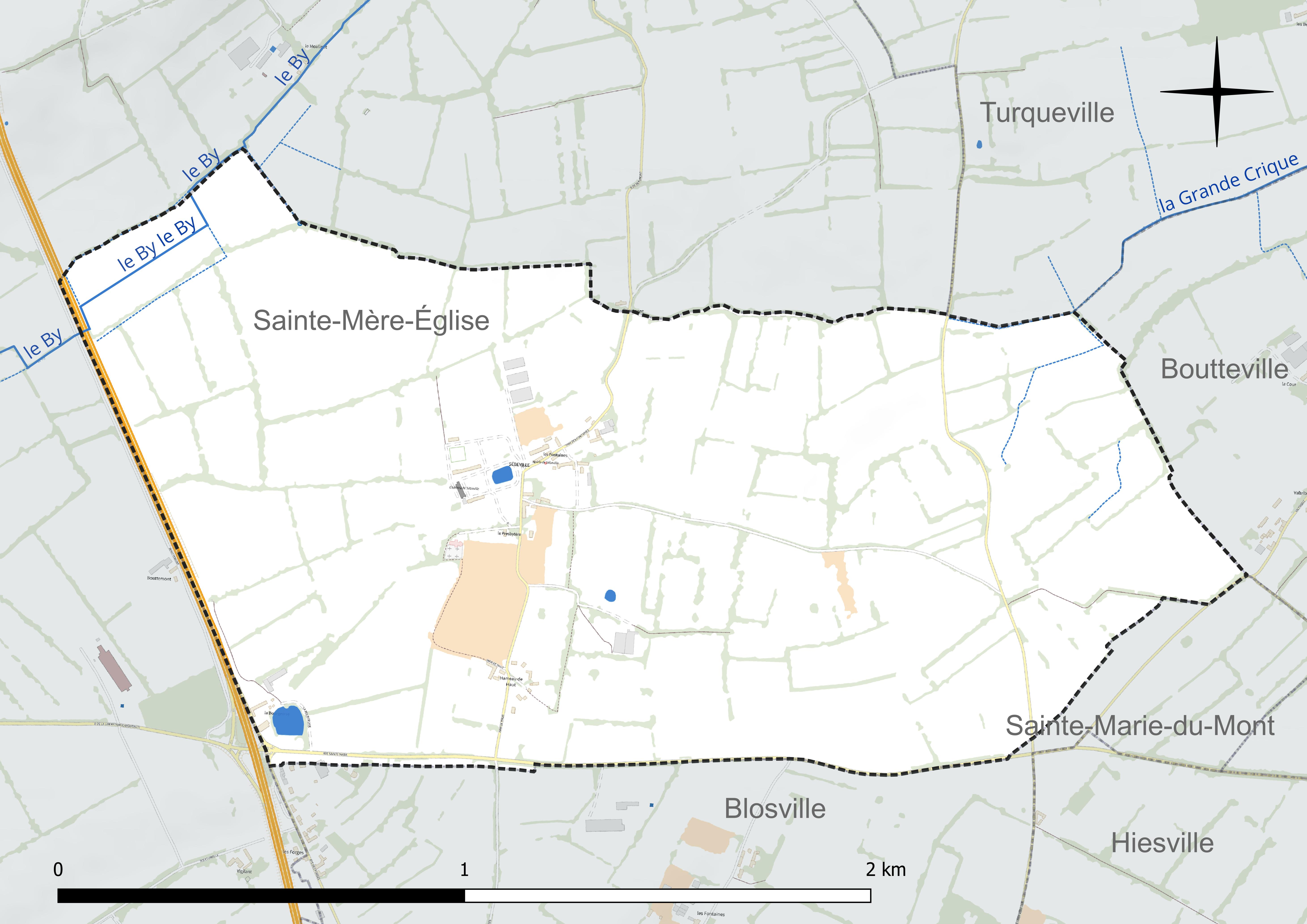
Réseau hydrographique de Sébeville.

### Climat
Pour des articles plus généraux, voir Climat de la Normandie et Climat de la Manche.
En 2010, le climat de la commune est de type climat océanique franc, selon une étude du CNRS s'appuyant sur une série de données couvrant la période 1971-2000. En 2020, Météo-France publie une typologie des climats de la France métropolitaine dans laquelle la commune est exposée à un climat océanique et est dans la région climatique  Normandie (Cotentin, Orne), caractérisée par une pluviométrie relativement élevée (850 mm/a) et un été frais (15,5 °C) et venté. Parallèlement le GIEC normand, un groupe régional d’experts sur le climat, différencie quant à lui, dans une étude de 2020, trois grands types de climats pour la région Normandie, nuancés à une échelle plus fine par les facteurs géographiques locaux. La commune est, selon ce zonage, exposée à un « climat maritime », correspondant au Cotentin et à l'ouest du département de la Manche, frais, humide et pluvieux, où les contrastes pluviométrique et thermique sont parfois très prononcés en quelques kilomètres quand le relief est marqué.
Pour la période 1971-2000, la température annuelle moyenne est de 11,3 °C avec une amplitude thermique annuelle de 10,5 °C. Le cumul annuel moyen de précipitations est de 801 mm, avec 13,6 jours de précipitations en janvier et 6,7 jours en juillet. Pour la période 1991-2020, la température moyenne annuelle observée sur la station météorologique la plus proche, située sur la commune de Sainte-Marie-du-Mont à 5 km à vol d'oiseau, est de 11,6 °C et le cumul annuel moyen de précipitations est de 890,0 mm,. Pour l'avenir, les paramètres climatiques de la commune estimés pour 2050 selon différents scénarios d’émission de gaz à effet de serre sont consultables sur un site dédié publié par Météo-France en novembre 2022.

## Urbanisme

### Typologie
Au 1er janvier 2024, Sébeville est catégorisée commune rurale à habitat dispersé, selon la nouvelle grille communale de densité à sept niveaux définie par l'Insee en 2022.
Elle est située hors unité urbaine et hors attraction des villes,.

### Occupation des sols
L'occupation des sols de la commune, telle qu'elle ressort de la base de données européenne d’occupation biophysique des sols Corine Land Cover (CLC), est marquée par l'importance des territoires agricoles (98,9 % en 2018), une proportion identique à celle de 1990 (98,9 %). La répartition détaillée en 2018 est la suivante : prairies (48,7 %), zones agricoles hétérogènes (34 %), terres arables (16,2 %), zones urbanisées (1,1 %). L'évolution de l’occupation des sols de la commune et de ses infrastructures peut être observée sur les différentes représentations cartographiques du territoire : la carte de Cassini (XVIIIe siècle), la carte d'état-major (1820-1866) et les cartes ou photos aériennes de l'IGN pour la période actuelle (1950 à aujourd'hui).

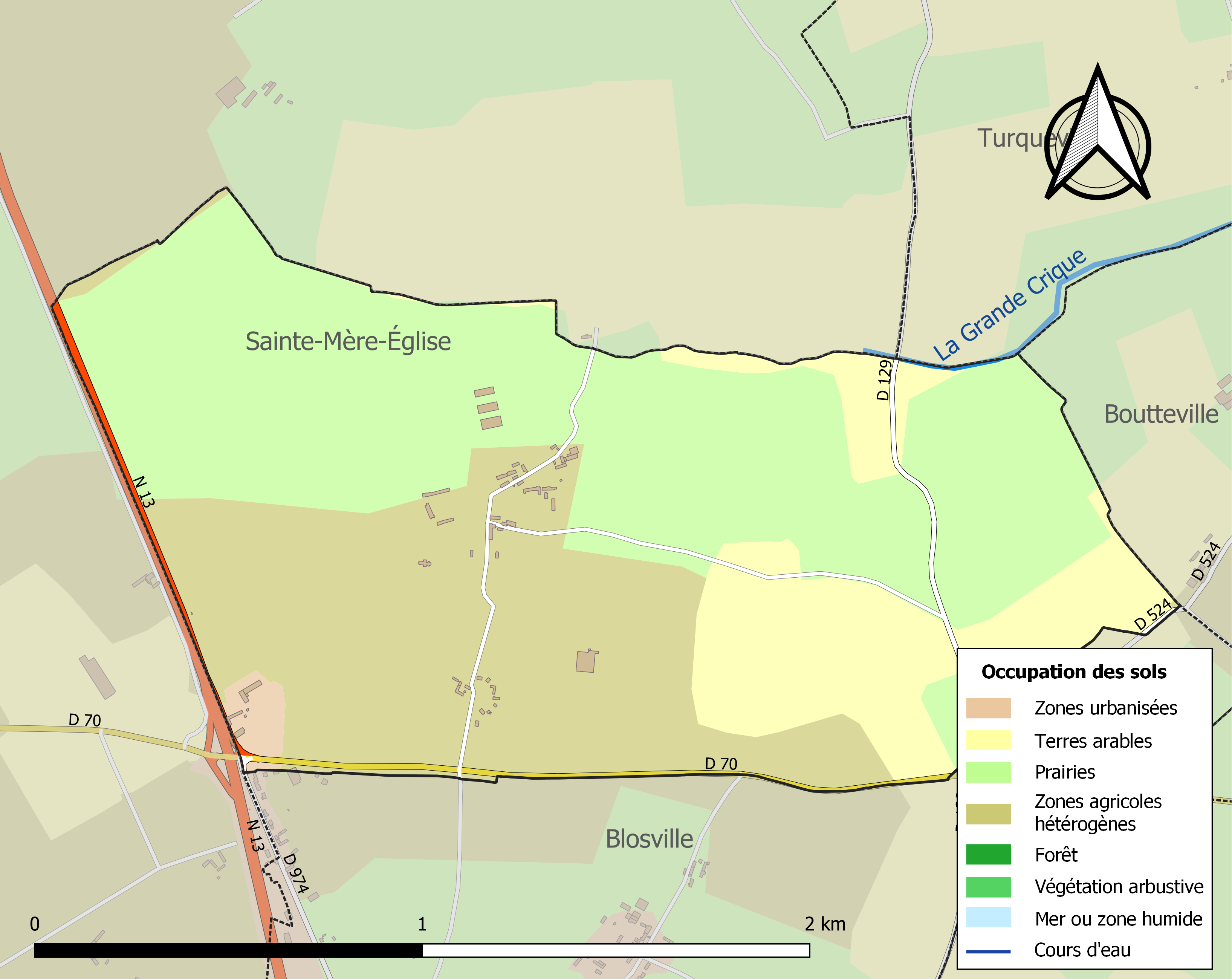
Carte des infrastructures et de l'occupation des sols de la commune en 2018 (CLC).

## Toponymie
Le nom de la localité est attesté sous les formes Sebeville en 1793, Sibeville en 1801.

## Histoire
La seigneurie de Sébeville fut la possession de la famille Kadot, dont l'un des membres fut sous Louis XIV, amiral. 
Sébeville eut pour seigneur François Kadot (1617-1703), écuyer, également seigneur de Brucourt, Écoquenéauville et Boutteville, et qui fut, en 1641, le premier marquis de Sébeville.
La localité fait partie de 1973 à 1980 de l'ancienne commune de Criqueville-au-Plain.

## Démographie
L'évolution du nombre d'habitants est connue à travers les recensements de la population effectués dans la commune depuis 1793. Pour les communes de moins de 10 000 habitants, une enquête de recensement portant sur toute la population est réalisée tous les cinq ans, les populations de référence des années intermédiaires étant quant à elles estimées par interpolation ou extrapolation. Pour la commune, le premier recensement exhaustif entrant dans le cadre du nouveau dispositif a été réalisé en 2007.
En 2022, la commune comptait 34 habitants, en évolution de +6,25 % par rapport à 2016 (Manche : −0,31 %, France hors Mayotte : +2,11 %).
| 1793 | 1800 | 1806 | 1821 | 1831 | 1836 | 1841 | 1846 | 1851 |
| ---- | ---- | ---- | ---- | ---- | ---- | ---- | ---- | ---- |
| 124  | 150  | 163  | 142  | 139  | 158  | 132  | 130  | 120  |

| 1856 | 1861 | 1866 | 1872 | 1876 | 1881 | 1886 | 1891 | 1896 |
| ---- | ---- | ---- | ---- | ---- | ---- | ---- | ---- | ---- |
| 113  | 127  | 119  | 99   | 91   | 100  | 104  | 92   | 84   |

| 1901 | 1906 | 1911 | 1921 | 1926 | 1931 | 1936 | 1946 | 1954 |
| ---- | ---- | ---- | ---- | ---- | ---- | ---- | ---- | ---- |
| 68   | 68   | 55   | 50   | 60   | 66   | 62   | 66   | 53   |

| 1962 | 1968 | 1982 | 1990 | 1999 | 2006 | 2007 | 2012 | 2017 |
| ---- | ---- | ---- | ---- | ---- | ---- | ---- | ---- | ---- |
| 52   | 58   | 44   | 35   | 25   | 32   | 33   | 27   | 34   |

| 2022 | - | - | - | - | - | - | - | - |
| ---- | - | - | - | - | - | - | - | - |
| 34   | - | - | - | - | - | - | - | - |

## Économie
La commune se situe dans la zone géographique des appellations d'origine protégée (AOP) Beurre d'Isigny et Crème d'Isigny.

## Lieux et monuments

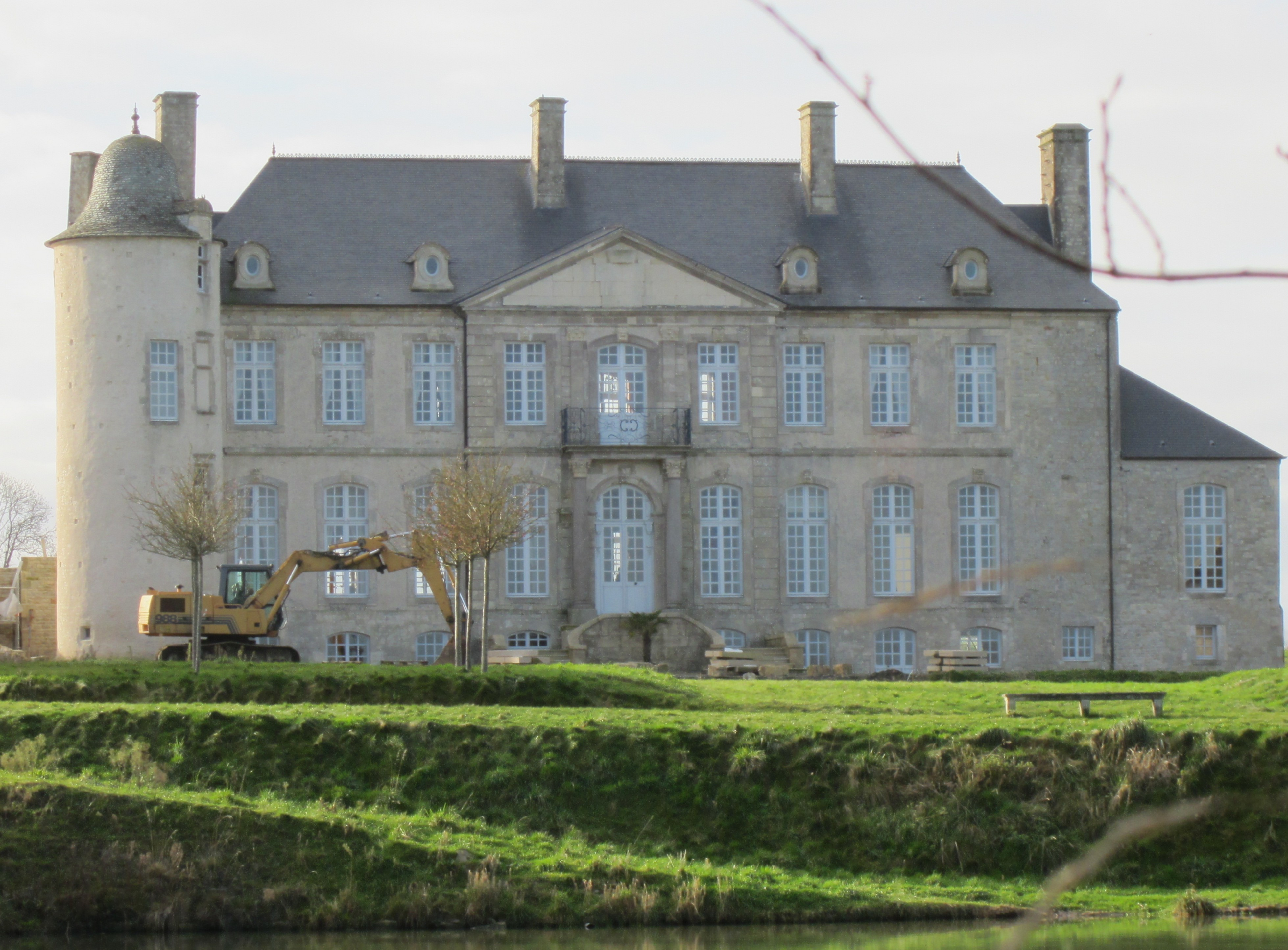
Le château.

- Mairie. L'une des plus petites de France avec une superficie d'environ 10 m2[25]. D'autres mairies dans le département ont été construites sur exactement le même modèle à Saint-Martin-de-Varreville ou encore à Beuzeville-au-Plain.
- Château de Sébeville des XVIe, XVIIe – XVIIIe siècles, classé au titre des monuments historiques et inscrit à l'IGPC[26]. L'édifice a été construit en 1719 pour Bernardin Kadot de Sébeville. La tour datée du XVIe siècle atteste de la présence d'un édifice antérieur[17].

Le château et ses fermes furent acquis en 1813 par Charles-François Lebrun (1739-1824), 3e consul, duc de Plaisance…
- Église Saint-Pierre-et-Saint-Paul des XIIIe, XVIIe – XVIIIe siècles, inscrite au titre des monuments historiques par arrêté du 14 octobre 1970 et inscrite en 1986 à l'IGPC[27]. L'édifice abrite une Vierge à l'Enfant du XVIe, une statue de sainte Catherine de Sienne du XVIIe, une cloche dite Marthe-Bernadine du XVIIIe, une statue de saint Jacques le Majeur en pèlerin du XVe, œuvres classées au titre objet aux monuments historiques[28], ainsi qu'un maître-autel et chaire à prêcher du XVIIe, un tableau sainte Marthe et l'apparition de l'Enfant Jésus à saint Antoine de Padoue[17].
- Croix de cimetière du XVIIe siècle inscrite à l'IGPC[29] et if funéraire.
- Deux lavoir.